# خدعتني امرأة (فلم)
خدعتني امرأة هو فيلم دراما مصري من إخراج سيد طنطاوي وبطولة حسين فهمي، عفاف شعيب، منى جبر، نبيلة السيد، إبراهيم سعفان وأحمد عدوية. صدر الفيلم في 20 أغسطس 1979.

## نبذه
يفتح أحمد مكتبًا للمحاماة في أحد الأحياء الشعبية، تعجب به جارته الأرملة الثرية عواطف، يتورط معها وتفاتحه في الزواج فيماطلها إلا أنها تعلم بخطبته لهناء فتلفق له تهمه اختلاس كمبيالات من أحد موكليه، يتسبب ذلك في فصله من النقابة وإيقافه عن مزاولة عمله فيعمل في المصبغة التي تمتلكها عواطف.

## طاقم العمل
- حسين فهمي بدور أحمد حمدي
- عفاف شعيب بدور عواطف حسنين
- منى جبر بدور هناء رضوان
- نبيلة السيد بدور مباهج
- إبراهيم سعفان بدور همام
- أحمد عدوية بدور برادس القهوجي

## وصلات خارجية
- مقالات تستعمل روابط فنية بلا صلة مع ويكي بيانات